# Florida-Rotbauch-Schmuckschildkröte
Die Florida-Rotbauch-Schmuckschildkröte (Pseudemys nelsoni), auch Nelsons Schmuckschildkröte genannt, ist eine Schildkröte der Gattung Echte Schmuckschildkröten, die zur Familie der Neuwelt-Sumpfschildkröten gehört. Ihr Vorkommen ist auf die Florida-Halbinsel und den südlichen Teil von Georgia beschränkt.

## Erscheinungsbild
Die Florida-Rotbauch-Schmuckschildkröte ist eine große, breit gepanzerte Schildkröte mit einem relativ hohen Carapax. Die Kopflinien sind weniger auffallend als bei anderen Echten Schmuckschildkröten, aber ein Streifen verläuft unterhalb der Augen, gabelt sich, und je ein Ast verläuft auf beiden Seiten zur Nase hin. Am Oberkieferrand befinden sich zwei kleine Höcker, wie kleine Zähne. Die Marginalschilde haben einen rötlichen Saum und schwarze Punkte darunter. Der Plastron ist gelborange bis rötlich und gibt der Art ihren Namen. Die Vorderkrallen der Männchen sind als Balzinstrument verlängert. Die Weibchen der Art werden kaum größer als die Männchen und erreichen eine Länge von bis zu 37,5 Zentimetern. Ältere Tiere melanisieren mit zunehmendem Alter.
Es sind keine Unterarten der Florida-Rotbauch-Schmuckschildkröte bekannt.

## Lebensraum

Die Florida Halbinsel, Heimat der Florida-Rotbauch-Schmuckschildkröte

Das relativ kleine Verbreitungsgebiet der Florida-Rotbauch-Schmuckschildkröte verläuft vom Okefenokee-Sumpf in Georgia bis zu den Everglades. Dieses Gebiet ist ziemlich üppig mit offenen Sümpfen und weiten Feuchtgebieten ausgestattet. Langsam fließende Gewässer zählen ebenso zu den Habitaten wie die stehenden Sümpfe und Feuchtgebiete.

## Lebensweise
Die Florida-Rotbauch-Schmuckschildkröten sind das ganze Jahr hindurch aktiv und werden oft beim Sonnen gesehen. Sie sind die häufigsten Schildkröten im Okefenokee-Sumpf und in den Kanälen von Florida.
Männchen erreichen die Geschlechtsreife mit drei bis vier Jahren, ihr Plastron ist dann 17 bis 21 cm lang. Die Weibchen werden erst mit fünf bis sieben Jahren geschlechtsreif und haben dann eine Körperlänge von 26 bis 27 cm. Es werden mehrmals im Jahr 6 bis 31 Eier gelegt, die Jungtiere schlüpfen nach 60 bis 75 Tagen.

## Ernährung
Diese Schildkröten ernähren sich hauptsächlich von Sumpf- und Wasserpflanzen, z. B. Wasserschierling, Wasserpest, Grundnessel, Wasserhyazinthen, Pfeilkraut, Wasserlinsen, Nixenkräuter, Vallisneria und Algen. Sie nehmen aber auch Aas, z. B. von toten Fischen zu sich. Jungtiere erbeuten auch kleine Wasserinsekten.

## Fressfeinde und Mortalitätsursachen
Zahlreiche einheimische Säugetiere wie Waschbären, Otter und Skunks sind eine Gefährdung für die Gelege an Land. Im Wasser sind die Alligatoren, Schnappschildkröten und große Fische die Feinde für die Jungtiere. Die sehr dicken und hohen Panzer der erwachsenen Tiere lassen es aber zu, dass diese neben den häufigen Alligatoren existieren können. Die Panzer sind sogar für ausgewachsene Alligatoren nicht zu knacken.

## Handel und Haltung
Im Jahr 2003 wurden rund 5 Millionen Schmuckschildkröten der Gattung Pseudemys aus den USA exportiert. Eine genauere Spezifizierung nach Arten ist bei den Exportstatistiken nicht möglich, es werden jedoch neben der Florida-Rotbauch-Schmuckschildkröte nur noch die Gewöhnliche Schmuckschildkröte und die Halbinsel-Schmuckschildkröte exportiert. Es ist daher anzunehmen, dass auch zahlreiche Exemplare der Florida-Rotbauch-Schmuckschildkröte als Haustiere oder als Lebensmittel auf den Markt kamen. Von den Exporteuren wurde angegeben, dass der Großteil der Tiere aus Zuchten stammte.